# Клэрмор
Клэрмор — город и окружной центр округа Роджерс, Оклахома, США. По данным переписи 2010 года население составляло 18 581 чел.

## История

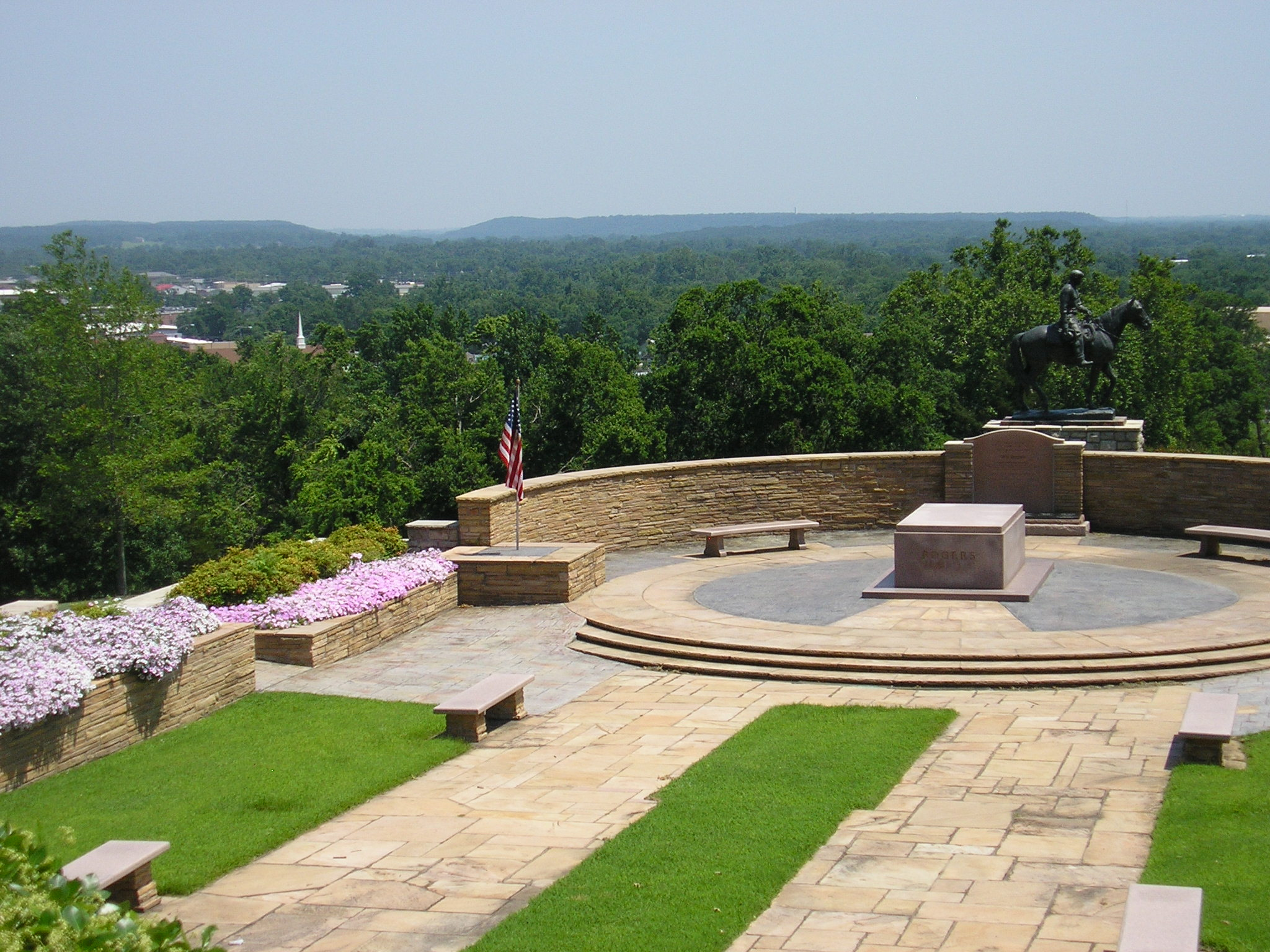
Мемориал Уилла Роджерса

Приблизительно в 1802 году группа индейцев осейджей поселилась в районе современного Клэрмора. Название города произошло от имени сына вождя Осейджей — «Гра-мон». Французские и испанские торговцы произносили его имя как «Клермон», «Клармон» и «Гламор», что по-французски означает «гора с хорошей видимостью». Поселение осейджей было разрушено в 1817 году, во время битвы за Осейдж Маунд. Район получил незначительный ущерб во время Гражданской Войны, но быстро восстановился после её окончания.
После принятия в США Закона о переселении индейцев в 1830 году, Клэрмор стал частью Индейской территории и Нации Чероки. Клэрмор был частью округа Кувискуви в северо-западной части Нации Чероки. Семья Роджерс, в честь которой был назван округ, была в числе первых поселенцев. Клем Роджерс, отец знаменитого Уилла Роджерса, переехал в округ в 1865 году. Площадь его ранчо составляла более чем 60 000 акров, а его дом, который до сих пор находится в Улоге, является важным историческим местом. Клем Роджерс был главным адвокатом Оклахомы и был старейшим делегатом Конституционного конвента штата в 1907 году в возрасте 69 лет.
Почтовое отделение было открыто 25 июня 1874 года. Появление железных дорог на Индейской Территории стало движущим фактором в начальном развитии Клэрмора. Город сменил своё название с Клэрмонт на Клэрмор 19 сентября 1882 года. Чиновник, записывавший город как имеющий почтовое отделение, неправильно написал его название и оно осталось. Город вышел из состава Нации Чероки 2 мая 1903 года.
Ещё одним важным фактором в развитии Клэрмора был район, известный как «Radium Town». В 1903 году человек по имени Джордж Итон основал нефтяную компанию в Клэрморе. Он бурил восточнее Клэрмора и пробил подземный бассейн с водой, которая пахла серой. Местный врач, доктор Уильямс проверил воду и начал продавать её как лекарство. Вода, известная как «Radium Water», не содержит радий, но содержит сероводород и соединения серы, которые, предположительно, полезны. Бани располагались по всему городу, но на сегодняшний день осталась только одна. Radium Town был сосредоточен на 9-й улице между Семинол и Дороти в современном Клэрморе.
Первая больница была открыта в начале 1900-х годов. Сейчас она заброшена. Газета Клэрмора Claremore Daily Progress, была основана в 1893 году ковбоем Джо Кляйном и публикуется и по сей день. Она является старейшей в округе Роджерс.
В городе находится много исторических зданий, в том числе старый деловой район. В 2002 году Клэрмор получил грант на восстановление по программе штата Oklahoma Main Street. Восстановительные работы в исторической части города были завершены в 2007 году.
Действия мюзикла Оклахома! музыкального коллектива Rodgers and Hammerstein разворачивается в Клэрморе и его окрестностях в 1906 году (за год до того, как Оклахома стала штатом). Действие эпизода «8 1/2 месяцев» сериала Квантовый скачок также происходит неподалёку от Клэрмора.

## География
По данным Бюро переписи населения США, город занимает территорию 37 км², из которых 36 км² является сушей и 0,52 км² (это 1,96 %) является водой.
Город расположен в Зелёной Стране — это народное название северо-восточной Оклахомы, обусловленное зелёной растительностью региона и относительно большим количеством холмов и озёр по сравнению с центральным и западным районами штата. Клэрмор находится недалеко от реки Вердигриз в холмистой местности. Основными источниками воды в городе являются озёра Клэрмор и Улога, вытекающие из бассейна реки Вердигриз.

## Известные уроженцы
- Патти Пейдж — певица и эстрадная артистка.
- Уилл Роджерс — актер, комик и эстрадный артист.
- Стюарт Руса — астронавт.
- Хелен Робсон — филантропистка и жена основателя Wal-Mart Сэма Уолтона.

## Города-побратимы
- Муравленко[4]